# Zülpicher Tor (Nideggen)

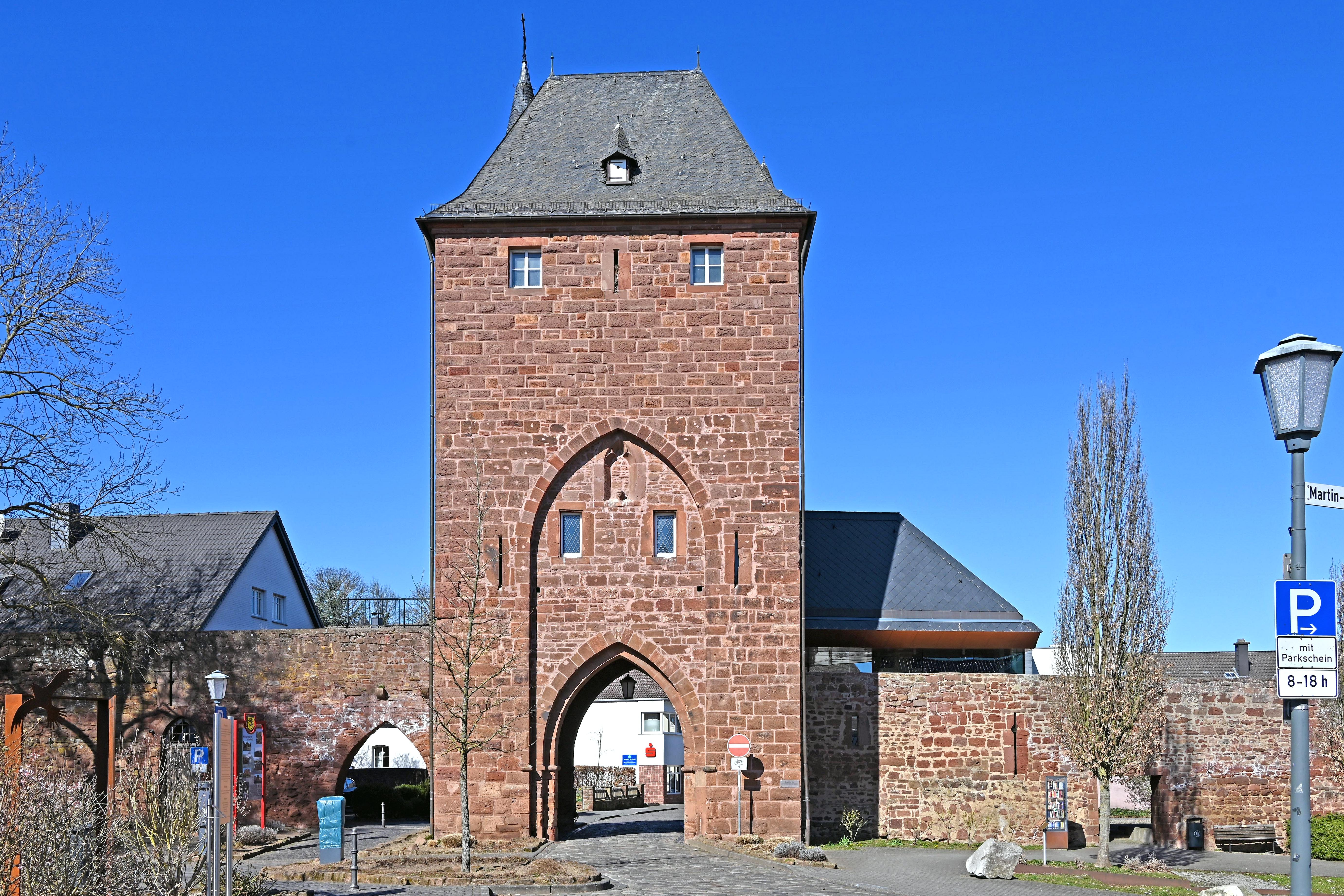
Das Zülpicher Tor, Feldseite

Das Zülpicher Tor ist ein Stadttor im Süden von Nideggen im Kreis Düren (Nordrhein-Westfalen). Es befindet sich an der Zülpicher Straße.
Das Zülpicher Tor ist ein dreigeschossiges Turmtor mit einfach gestuften Spitzbogenportalen. Es hat eine Durchfahrt mit Flachdecke und seitlichen Spitzbogennischen. Eine Spitzbogenblende reicht bis über das zweite Geschoss. In das Stadttor sind Rechteckfenster und Armbrustscharten eingebaut. Das Walmdach ist quergestellt. Stadtseitig befindet sich links eine Treppenführung, die das Dach als Dreipassfigurennische unter dem Blendenscheitel zeigt. 
Das Tor wurde in der ersten Hälfte des 14. Jahrhunderts als Teil der Stadtbefestigung erbaut. 1810 wurde das Zülpicher Tor bis auf die beiden unteren Geschosse abgebrochen. Von 1892 bis 1896 wurde das Obergeschoss rekonstruiert.